# Ostranénie
L'ostranénie (en russe : остранение, API : [ɐstrɐˈnʲenʲɪjə]) ou défamiliarisation est la technique artistique qui consiste à présenter des choses communes d'une manière inhabituelle ou étrange, afin d'induire chez le spectateur de nouvelles perspectives ou visions du monde dans le cadre du formalisme russe. Il apparaît pour la première fois dans l'essai L'Art comme procédé publié par Victor Chklovski en 1917. Il désigne le fait d'exprimer des choses communes dans une forme non-familière et étrange.
L'ostranénie naît avec la recherche d'une différence formelle entre le langage pratique ou courant et le langage poétique ou artistique. Le langage pratique, selon Chklovski, procède structurellement d'une perception automatique du monde. Cet automatisme fonde sa compréhensibilité dans le quotidien et les usages communs. À l'inverse, le langage poétique ou artistique bouleverse cette perception et rompt avec l'automatisme langagier. L'objet exprimé par le langage poétique est mis à distance de l'usage familier. Cette mise à distance à travers l'usage de formes artistiques se désigne sous le terme d'ostranénie de l'objet et a pour but d'« extraire l'objet de l'automatisme de la perception ». En cela, l'art permet d'exprimer une vision neuve. Cette distinction, permise par l'étrangisation, entre langage pratique et langage poétique s'applique à toutes les formes artistiques.
Ce concept a influencé l'art et la théorie du XXe siècle, englobant des mouvements tels que le dadaïsme, le postmodernisme, le théâtre épique, la science-fiction et la philosophie ; de plus, il est utilisé comme tactique par des mouvements récents tels que le culture jamming.

## Traduction du concept d'ostranenie
Selon les auteurs, le mot d'ostranenie est traduit en français de façon transparente par ostranénie, ou encore « défamiliarisation », « dépaysement », « singularisation » ou encore « estrangement ».

## Définition
Concept théorisé par le formaliste russe Victor Chklovski, l'ostranénie désigne un dispositif artistique visant à provoquer chez le spectateur ou la spectatrice une sensation de dépaysement, et est en ce sens proche de l'Unheimliche freudien : une image familière devient, par changement de lumière ou de point de vue, soudain infamilière.
Dans son essai L'Art comme procédé (1917), Chklovski développe l'idée que l'ostranénie a pour effet de « ravive[r] notre perception figée par l’habitude » et nous permet d'échapper au « processus d’automatisation qui structure les lois du discours ordinaire » qui déforme de manière inconsciente notre perception du monde en la soumettant à un prisme. Sous l'effet de ce changement de lumière ou de point de vue, nous voyons la réalité sous un jour nouveau, et comme rafraîchie : comme si nous la découvrions pour la première fois.
L'ostranénie, selon Chklovski, est l'apanage de la poésie en particulier, et de tout geste esthétique en général. Selon lui, l'art en priorité peut nous faire accéder à la sensation d'un renouvellement du monde, car le poète lui-même est doué, grâce à sa capacité à transcender le langage ordinaire, d'une acuité de perception plus élevée. Le geste ostranénique procède en deux temps : faire émerger l'étrange, et pousser de côté. Selon les formalistes russes, l'habitude est l'ennemie de l'art. La langue « pratique » ou « prosaïque », écrit Chklovski, est guettée par une forme d'automatisme qui entraîne une perte de sens et, dans le même mouvement, une dépréciation générale de la vie. Dès lors, l'artiste a le devoir de pousser le lecteur ou le spectateur hors de ses attendus et de ses routines de perceptions en montrant les objets familiers sous un jour différent. En cela, l'artiste applique une forme de « dictature de l'imaginaire », théorisée par Hugo Friedrich dans Structure de la poésie moderne (1956) : l'imaginaire a le pouvoir de recomposer le réel.

## L'ostranénie en littérature
Un exemple d'ostranénie est fourni par la nouvelle Le Cheval de Tolstoï (1886), dans laquelle la réalité du monde, y compris les rapports avec les êtres humains, est découverte par le lecteur ou la lectrice à travers le point de vue d'un cheval. Dans la même perspective, la nouvelle de Louis Pergaud, La Tragique aventure de Goupil (1910), emploie le même procédé pour nous placer au point de vue d'un renard. D'autres récits anthropomorphes tels La Mort du chien (1886) d'Octave Mirbeau ou plus ambitieux, car prenant toute la longueur d'un roman, Les Garennes de Watership Down (1972) de R.G. Adams, multipliant les notations réalistes au sujet du comportement des animaux et leur donnant au passage la même faculté de pensée que l'être humain, visent à entraîner lecteurs et lectrices vers une nouvelle perception du monde.
Chklovski quant à lui utilise un extrait de Guerre et Paix (1869) de Tolstoï pour illustrer le concept d'ostranénie, alors que l'auteur décrit un opéra : « Du carton peint, des hommes et des femmes habillés bizarrement, et qui se mouvaient, parlaient et chantaient de façon étrange dans une tâche de lumière brûlante. » Tolstoï, ce faisant, rejette toute convention du genre, toute acceptation des règles du jeu, et projette une lumière crue sur ce qu'est, en réalité l'opéra : du carton, une théâtralité de gestes et de paroles ridicules, dans une certaine mesure , mettant en lumière son caractère artificiel.
Reprenant les réflexions de Chklovski sur les automatismes de langage, Bertolt Brecht théorise la distanciation comme principe ostranénique, cherchant à déjouer chez le spectateur ses automatismes de perception. Le monde connu, qui se prétend à l’origine naturel et immuable devient, sous le coup de la distanciation, plus inquiétant et plus mouvant.

## L'ostranénie en peinture

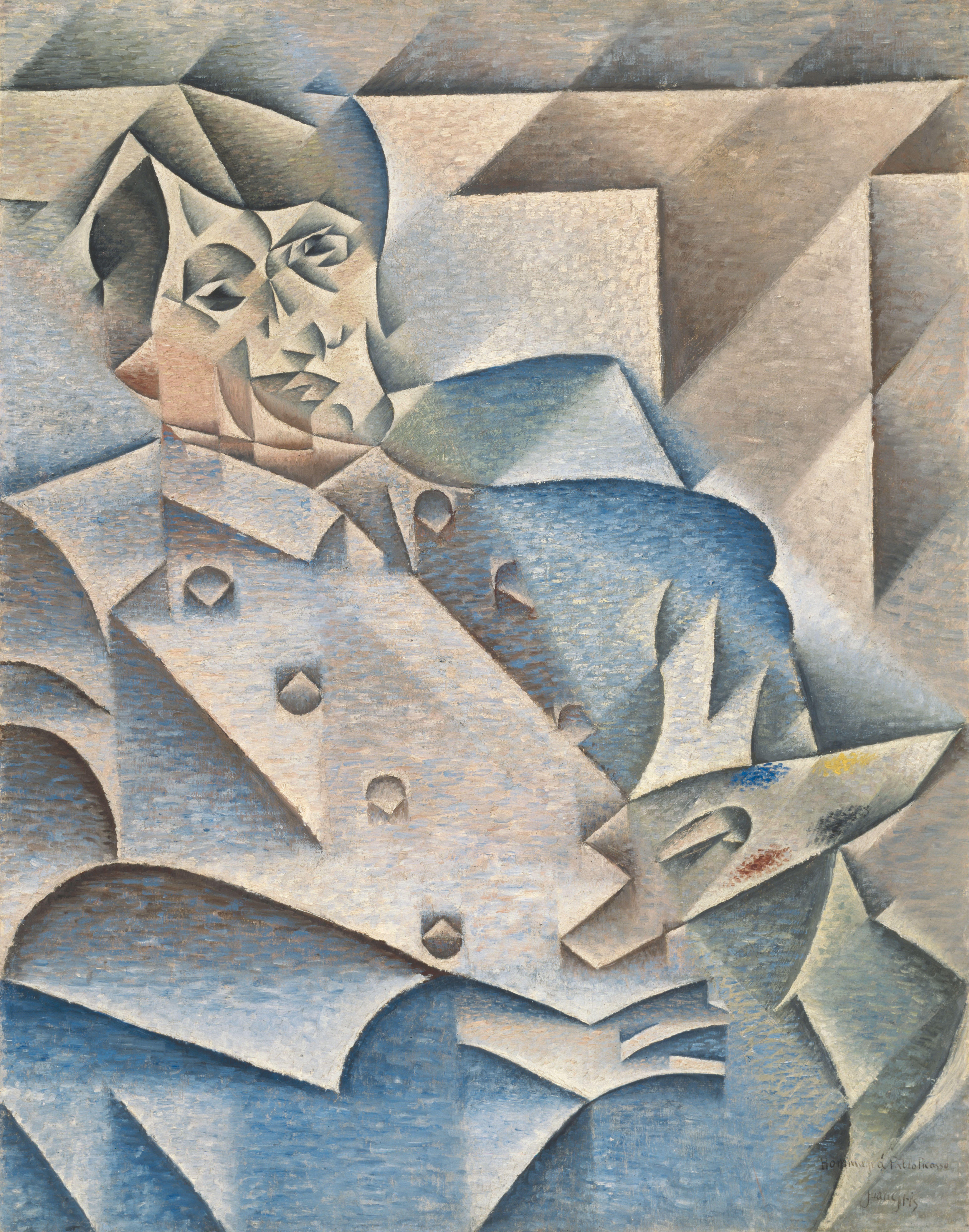
Juan Gris, Portrait de Pablo Picasso, huile sur toile, 1912

Virtuellement, si l'on considère que le geste ostranénique entraîne à la fois un décalage et une sensation d'étrangeté, et dans la mesure où elles sont apparues en réaction violente à un ordre établi, les formes majeures de peinture émergeant après la Première Guerre mondiale entrent dans le champ de définition de l'ostranénie : dadaïsme, expressionnisme, surréalisme, cubisme.